# چوگولیزا
چوگولیزا (اردو: چوگولیزا) کوهی در منطقه قراقروم پاکستان است. این کوه در نزدیکی یخچال بالتورو در منطقه کنکوردیا قرار دارد که تعدادی از بلندترین کوه‌های دنیا را در خود جای داده است. چوگولیزا چندین قله دارد که بلندترین آن‌ها به نام چوگولیزا ۱ با بلندای ۷٬۶۶۸ متر در رخ جنوب غربی و دومین قله به نام چوگولیزا ۲ با بلندای ۷٬۶۶۸ متر در جنوب شرقی آن قرار دارد.
در سال ۱۹۵۷ هرمان بول و کورت دیمبرگر چند هفته پس از صعود موفق به برود پیک، تلاش برای صعود به چوگولیزا را آغاز کردند. در ۲۵ ژوئن آنها کمپ ۱ را ترک کرده و در ارتفاع ۶٬۷۰۶ متری در پشته جنوب شرقی کمپ خود را برپا کردند. در ۲۷ ژوئن بروز ناگهانی توفان برف آنها را وادار به بازگشت کرد. هرمان بول بر اثر شکسته‌شدن یک نقاب برفی در نزدیکی رخ شمالی قله سقوط کرد و کشته شد. جسد وی هیچگاه یافت نشد.
در سال ۱۹۵۸ تیم صعود دانشگاه کیوتو ژاپن نخستین صعود به قله چوگولیزا ۲ را انجام دادند. نخستین صعود به چوگولیزا ۱ در دوم اوت ۱۹۷۵ توسط فرد پرسل و گوستاو آمرر از اتریش صورت گرفت.